# 日本矯正医学会
日本矯正医学会（にほんきょうせいいがくかい，英語表記 The Japanese Association of Correctional Medicine）は矯正医学（刑務所、拘置所、少年院、少年鑑別所等の矯正施設の医療）の研究を目的とする日本の学会。
1925年（大正14年）に設立された行刑衛生会が前身。1951年（昭和26年）に創立され、1961年（昭和36年）に日本医学会に加盟した。学会誌「矯正医学」を発行している。